# Губару
Губару (также Угбару или Ойбар) — был первым сатрапом Мидии и наместником Гутиума, в войске которого находились кадусии.

## История
Первым наместником Вавилона был Угбару, в руках которого находилась фактическая власть в городе и стране. В Вавилонской хронике говорится об Угбару, «наместнике Гутиума» и полководце Кира, и о Губару, «наместнике» Кира в Вавилоне. По всей вероятности, это одно и то же лицо, где высказывается мнение, что это разные люди. Не исключено, что Угбару был не иранцем, как полагают все исследователи, а вавилонянином (Ксенофонт считает Гобрия, то есть Угбару / Губару, ассирийцем, но он, как и Геродот, обычно этим этнонимом называет вавилонян). Единственным доводом в пользу иранского происхождения Угбару является его имя, но до недавнего времени не было обращено внимания на то, что еще до захвата Вавилонии персами чиновники этой страны в ряде случаев носили иранские имена. Через три недели после взятия Вавилона Угбару умер. Он, вероятно, был старым человеком, как об этом свидетельствует и «Киропедия» Ксенофонта.
Для I тысячелетия до н. э. название Гутиум является анахронизмом и часто употребляется наряду с Субарту или вместо него, обычно как синоним востока, но иногда и севера. Наместник провинции Гутиум Угбару является тем же самым лицом, что и Гобрий, о котором рассказывает Ксенофонт в «Киропедии». Согласно Ксенофонту, Гобрий был "ассирийцем ", который перешел на сторону Кира, передав ему область, которой он сам управлял как наместник вавилонского царя, в припадке гнева убившего его сына. Очевидно, в этой части своего труда Ксенофонт располагал более или менее надежной информацией, поскольку он в отличие от Геродота и других греческих авторов знал роль Гобрия в завоевании Вавилона. И. М . Дьяконов отождествляет Угбару с Ойбаром Ктесия, полагая при этом, что под Гутиумом в Вавилонской хронике имеется в виду Мидия. В. Шейль со ссылкой на одно вавилонское письмо, упоминающее Губару (вариант имени Угбару), полагал, .что последний еще при Навуходоносоре II занимал важную военную должность в Южной Вавилонии, а позднее был назначен наместником Гутиума.
Некоторые исследователи считают, что этот Губару то же самое лицо, что и Угбару Вавилонской хроники. С этим, конечно, нельзя согласиться, так как Угбару умер вскоре после захвата Вавилона персами. Еще дальше идет В. Швенцнер, полагая, что Угбару (наместник Гутиума), Губару (областеначальник Вавилонии), а также Губару, сподвижник Дария I при свержении Гауматы, и, наконец, копьеносец Дария, изображенный на Накширустамском рельефе и носивший то же самое имя, — одно и тоже лицо.
По Ктесию, Кир был мардом, и настоящее имя его было другое. Случайно попал он ко двору Астиага, пользовался его милостью, был послан против непокорных кадусиев, живших у Каспийского моря, и затем с помощью некоего Ойбара возмутил персов и начал восстание против Мидии.